# 大関増陽
大関 増陽（おおせき ますはる）は、江戸時代後期の大名。下野国黒羽藩10代藩主。
天明4年（1784年）、9代藩主・大関増輔の長男として誕生。
寛政11年(1799年)10月15日、江戸幕府11代将軍・徳川家斉に御目見する。享和2年（1802年）8月6日、父・増輔の隠居により、家督を相続する。文化2年(1805年)、鍛冶橋門番を命じられる。文化3年(1806年)、大阪加番を命じられる。
文化8年（1811年）11月24日、隠居し、養子・増業に家督を譲る。
増陽の治世になると黒羽藩は財政が極度に悪化していたため、増陽は財政改革に乗り出した。しかし改革に失敗し、藩の保守的な家臣団から隠居を迫られた。増陽には子はいたが、重臣から養子として伊予国大洲藩主加藤泰衑の八男・増業を迎えるように迫られた。これは、重臣たちが養子縁組のとき、多額の持参金をせしめるためだったと言われている。しかも、養子のほうが3歳年上という異例のものであった。

## 系譜
父母
- 大関増輔（父）

正室
- 松平近儔の娘

子女
- 大関増儀（次男）

養子
- 大関増業 ー 加藤泰衑の八男